# Američki tenkovi u Drugom svjetskom ratu
Iako su Sjedinjene Američke Države tijekom Drugog svjetskog rata masovno proizvodile samo tenk imena M4 Sherman one su u manjoj količini koristile još 6 drugih modela. Rasprava o podjeli tenkova toga doba na lagane i teške je bespredmetna pošto su sve države ušle u rat s "igračkama" od 5 tona da bi vremenom težina tih tenkova neprekidno rasla. Općenito tijekom ovoga rata američki tenkovi su bili slabiji od svojih njemačkih protivnika, ali se mora imati na umu kako se američka vojna doktrina tada (i danas) svodila na stvaranje nadmoćnog zrakoplovstva koje uništava protivničku vojnu opremu. 
Američki modeli tenkova koji su korišteni tijekom ovog sukoba su:
- M2
- M3 Lee
- M3/M5 Stuart
- M4 Sherman
- M7 (haubica)
- M22 Locust
- M24 Chaffee
- M26 Pershing